# Malakandpasset

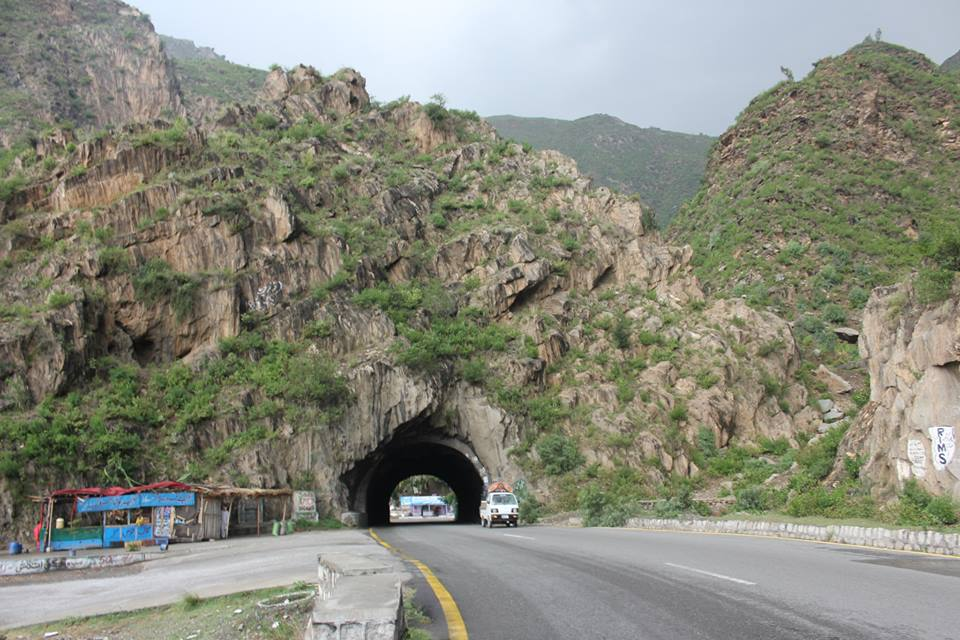
Vägtunnel vid Malakandpasset.

Malakandpasset är ett bergspass i provinsen Khyber Pakhtunkhwa i Pakistan som förenar distriktet Peshawar med Swatdalen.

## Historia
Passet fick betydelse för britterna först 1895 under Chitralexpeditionen, då 7 000 pathaner höll det besatt, men undandrevs av sir Robert Low. Efter fälttåget anlades där ett befäst läger för att bevaka vägen till Chitral. 1897 företog swaterna ett angrepp på Malakandpasset och den närliggande posten vid Chakdara, vilket gav anledning till Malakandexpeditionen.